# Västra Nyland
Västra Nyland (i folkmun: Västis) är en svenskspråkig dagstidning med säte i tätorten Ekenäs i Raseborg, Finland. Tidningens främsta målgrupp är den svenskspråkiga befolkningen (finlandssvenskarna) i regionen Västnyland.
Tidningen grundades av Theodor Neovius och det första numret av tidningen kom ut den 7 oktober 1881. 1945 hade utgivningen utökats till sex dagar i veckan och under slutet av 1940-talet då tidningen Nyland lades ner utvidgade VN sitt spridningsområde österut så att det omfattade även Helsinge, dagens Vanda.
Papperstidningen utkommer sedan den 2 december 2016 två dagar i veckan (tisdagar och fredagar) och är efter övergången till tvådagarstidning en utpräglad lokaltidning. I samband med övergången till tvådagarstidning försvann all inrikes- och utrikesnyhetsmaterial ut ur tidningens utbud. Mellan årsskiftet 2011/2012 och 2 december 2016 utkom papperstidningen fem gånger i veckan (tisdag – lördag). Före årsskiftet 2011/2012 kom papperstidningen ut, under otaliga år, sex dagar i veckan (tisdag – söndag).
Upplagan låg år 2013 på 10 710 exemplar.

## Västra Nylands digitala utgåvor
Västra Nylands papperstidning utkommer i sin helhet också som e-tidning. Till skillnad från papperstidningen och e-tidningen utkommer tidningen Västra Nyland alla dagar i veckan även som en så kallad webbtidning. Liksom papperstidningen publicerar webbtidningen endast lokala nyhetsartiklar. 

## Historik
Tidningen Västra Nyland ägs av mediekoncernen KSF Media. Bland tidigare ägare märks Västra Nylands tidningar Ab och Ekenäs tryckeri Ab. Tidningen trycks hos Salon Lehtitehdas i Salo.
Under perioden 1881– 1882 skrevs tidningens namn med gammalstavning Westra Nyland. År 1883 ändrades tidningens namn till Ekenäs Notisblad. 1889 återtogs det gamla namnet, dock med något modernare stavning Vestra Nyland, för att 1919 få dess nuvarande namnform Västra Nyland.
I juni 2023 berättade tidningen att svenskt bolag Bonnier News blev majoritetsägare i KSF Media som hade tidigare i sin helhet varit i Konstsamfundets ägo. Förutom Västra Nyland ger KSF Media också ut tidningar Hufvudstadsbladet och Östnyland.

## Utmärkelser
Tidningarnas förbund i Finland har utsett tidningen Västra Nyland, fyra år i rad, till Finlands bästa lokaltidning i sin klass. Närmare bestämt har tidningen erhållit utmärkelsen år 2013, 2014, 2015 och 2016. 

## Chefredaktörer
| Theodor Neovius     | 1881 –1882  |
| Ossian Reuter       | 1883 –1887  |
| Hjalmar Segercrantz | 1887 – 1889 |
| Valdemar Lönnbeck   | 1890 – 1897 |
| Oskar Behm          | 1897 – 1898 |
| John Nyman          | 1899 – 1919 |
| Oskar Wikholm       | 1919 – 1931 |
| Carolus Sjöstedt    | 1931 – 1939 |
| Carl Gustaf Neovius | 1939 – 1940 |
| Tor Westerholm      | 1940 – 1941 |
| Ole Torvalds        | 1941 – 1945 |
| Holger Ström        | 1945        |
| Frank Jernström     | 1945 – 1979 |
| Olle Spring         | 1979 – 2005 |
| Tommy Westerlund    | 2005 – 2015 |
| Marina Holmberg     | 2015 –      |

Den 21 april 2016 tillträdde Susanna Ilmoni tjänsten som ansvarig utgivare. Susanna Ilmoni är tillika ansvarig utgivare för samtliga tidningshus inom koncernen KSF Media.